# Poslední spojenectví elfů a lidí

Sauronovo oko jako znak na vlajce Mordoru

Poslední spojenectví elfů a lidí (anglicky Last Alliance of Elves and Men) je koalice elfů a Dúnadanů z fiktivního světa J. R. R. Tolkiena. Armády spojenců se na konci druhého věku střetly s vojsky Temného pána Saurona v tzv. Válce Posledního spojenectví (anglicky War of the Last Alliance). Vrchními veliteli Posledního spojenectví byli velekrálové Gil-galad a Elendil. Oba však padli v souboji se Sauronem, kterého přemohl až Elendilův syn Isildur. Po porážce Temného pána a smrti obou velekrálů se Poslední spojenectví elfů a lidí rozpadlo. 
Tolkien stručně popisuje válku posledního spojenectví ve svém nejznámějším díle Pán prstenů. Zmínky o Posledním spojenectví najdeme také v jeho Nedokončených příbězích či Silmarillionu. 

## Pozadí

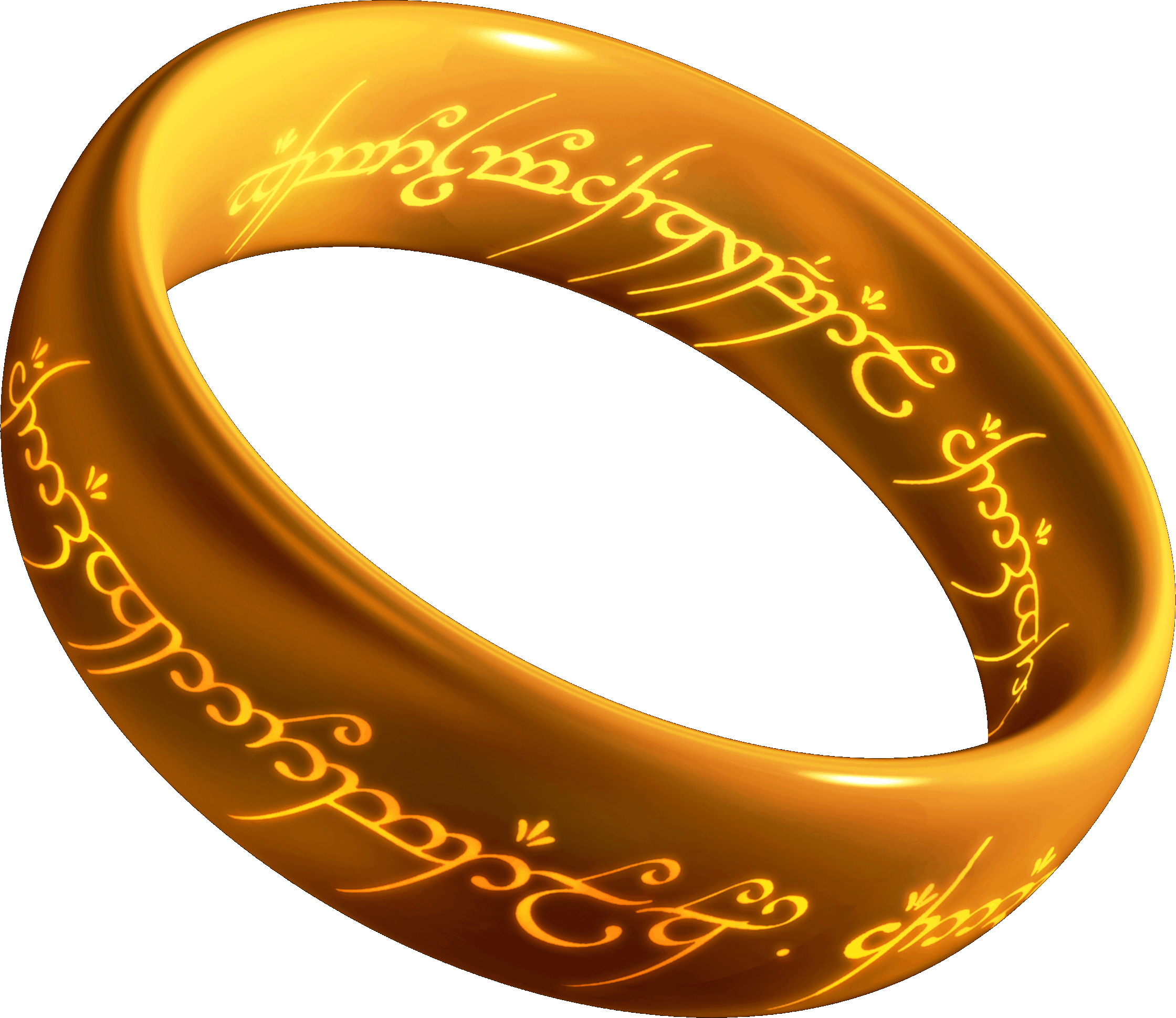
Sauronův Vládnoucí prsten

Přibližně v 16. století druhého věku se Morgothovu bývalému pobočníku Sauronovi v přestrojení za vyslance Valar podařilo svést Eregionské Noldor. Pod Sauronovým vlivem ukovali eregionští kováři v čele s Fëanorovým vnukem Celebrimborem Prsteny moci. Sauron se elfy pokusil podvést a sám si v ohni hory Orodruiny ukoval Jeden prsten ovládající ostatní prsteny. Elfové však jeho záměry prokoukli a mezi nimi a Temným pánem se rozhořela krvavá válka. Sauronova vojska byla odražena a Temný pán byl donucen stáhnout se do Mordoru.
V roce 3261 D. v. přistál se svou armádou ve Středozemi král Númenoru Ar-Pharazôn. Následujícího roku se lstivý Sauron před Ar-Pharazônem pokořil a nechal se králem jako jeho zajatec odvést na ostrov Númenor. Zde se Sauronovi podařilo zkazit srdce většiny místních lidí a pyšného krále Ar-Pharazôna přiměl k útoku na Valinor, čímž způsobil Pád Númenoru. Věrným Númenorejcům pod vedením Elendila se ze zkázy podařilo uniknout do Středozemě. Zde Dúnadani založili své Říše ve vyhnanství Arnor a Gondor. Ze zkázy Númenoru však unikl také Sauron. Když se Temný pán vrátil do své opevněné země Mordor a zjistil rozmach moci Dúnadanů, rozhodl se obě království rychle zničit. V roce 3429 napadnul se svými vojsky Gondor a dobyl sídlo Elendilova syna Isildura, Minas Ithil. Isildurovi s rodinou se podařilo uniknout a odplout po Anduině do Arnoru. V Gondoru zanechal bratra Anáriona, který bránil před mordorským náporem Minas Anor a hlavní město Osgiliath.

## Založení aliance
Velké ohrožení Gondoru sjednotilo proti Temnému pánovi svobodná království. Velekrál Dúnadanů Elendil spolu s Velekrálem Noldor Gil-galadem svolali roku 3430 radu, na níž byla téhož roku vytvořena aliance známá jako Poslední spojenectví elfů a lidí. K alianci se přidali také elfští králové Oropher a Amdír a rovněž trpaslíci Durinova lidu z Khazad-dûm.

## Válka Posledního spojenectví
Gil-galad a Círdan v čele noldorského vojska vyrazili z Lindonu na východ v roce 3431. V této chvíli již Elendil shromáždil arnorskou armádu a u věže Amon Sûl čekal své spojence. Poté se spojené armády nějaký čas zdržely v Imladris, odkud skrz průsmyky překročili Mlžné hory. Spojenci poté postupovali podél Anduiny na jih.
Sauronova vojska pravděpodobně čelila armádám spojenců při přechodu přes Anduinu, přibližně v oblasti Nehlubin. Mordorské síly však byly přečísleny a donuceny ustoupit. Patrně při Sauronově pokusu o zpomalení postupu spojenců došlo ke zničení starodávné bašty entů nacházející se severně od Emyn Muil (později ve třetím věku byla oblast známa jako Hnědé země). Tehdy rovněž zmizely entky, které byly pravděpodobně zničeny spolu se svými zahradami.

### Bitva na Dagorladu

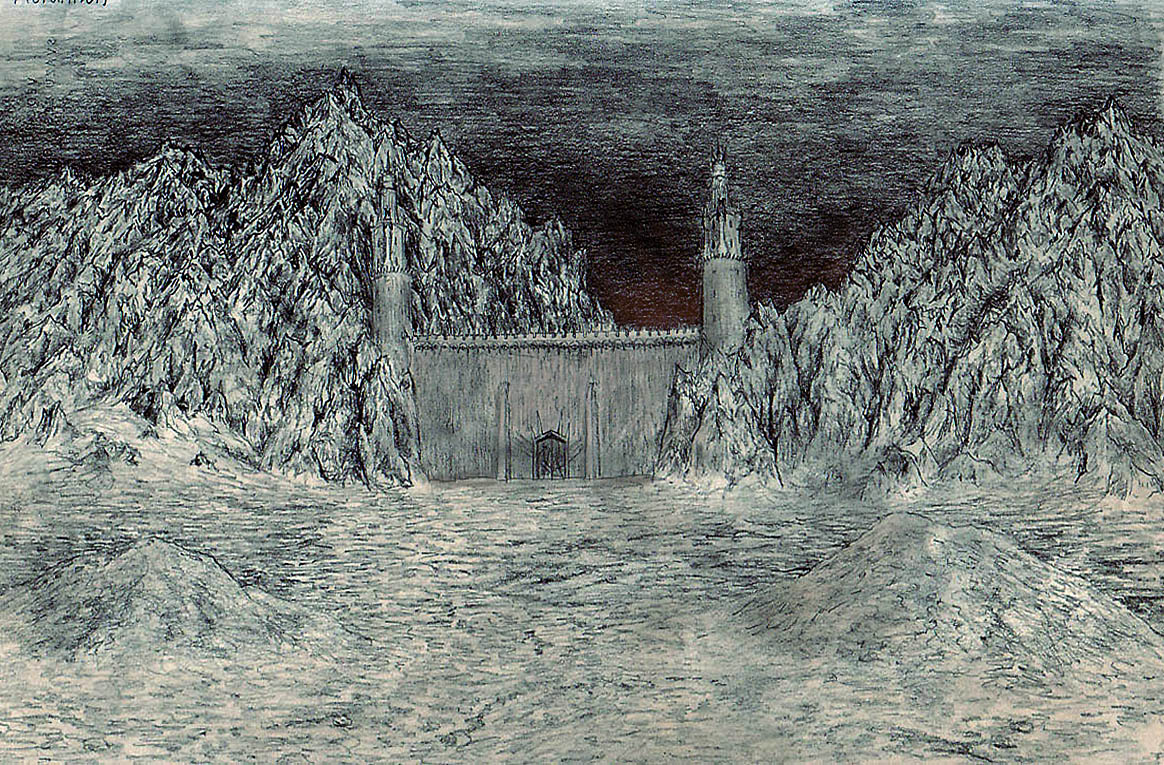
Morannon – Černá brána, vstup do Sauronovy země Mordor

K jedné z rozhodujících bitev celého tažení došlo v roce 3434 na bitevní pláni Dagorlad, nacházející se severně od černé brány Morannon. V průběhu bitvy utrpěli obrovské ztráty především hůře vyzbrojení lesní elfové z Lórienu a Temného hvozdu. Oropher, který příliš brzy vyrazil do útoku byl usmrcen spolu s téměř dvěma třetinami svých mužů. Amdír byl se svým vojskem odříznut od hlavního voje spojenců a vehnán do Mrtvých močálů, kde padnul on a s ním i více než polovina jeho válečníků. Vojskům aliance se přesto podařilo získat převahu a zlomit síly nepřítele. Po vítězství na pláni se spojenci vedení Elendilem a Gil-galadem probojovali skrz Morannon do nitra Mordoru a začali s obléháním Sauronovi pevnosti Barad-dûr. Pro případ, že by se Temný pán pokusil probít z obklíčení, vyslal Isildur své syny Aratana s Ciryonem, aby obsadili pevnost Minas Ithil.

### Obléhání Barad-dûr
Před Sauronovou pevností, jejíž bolestné obléhání trvalo sedm let, se k vojskům Elendila a Gil-galada připojil také Elendilův mladší syn Anárion s gondorskými vojsky. Šestý rok krvavého obléhání byl Anárion zabit kamenem vrženým z věže. Sedmý rok obležení vyšel v tísni ze své věže sám Sauron a postavil se nepříteli. V souboji nakonec usmrtil Elendila i Gil-galada, ale sám také zemřel (ve filmu jej zabil Isildur po smrti Elendila). Elendilův syn Isildur následně vzal otcův zlomený meč Narsil, a uťal Sauronovi z ruky jeho prsten. Tak byl Sauron poražen, ztratil svou podobu a jeho duch zmizel ze Středozemě.

## Důsledky války a rozpad aliance
Poslední spojenectví dosáhlo odejmutím Sauronova prstenu rozhodujícího vítězství. Cena za něj však byla vysoká. Kromě mnoha padlých zahynuli ve válce i elfští králové Oropher s Amdírem, Elendilův mladší syn Anárion a v souboji se Sauronem dokonce padli i oba velekrálové a zakladatelé aliance. Smrtí Gil-galada a Elendila došlo k rozpadu Posledního spojenectví a obě zpřátelené rasy se na dlouhou dobu odcizily. 
Elendilův dědic a nový velekrál Dúnadanů Isildur proti radám Círdana s Elrondem nevyužil po porážce Temného pána jedinečnou příležitost na zničení Jednoho prstenu a duch Temného pána tak mohl v budoucnu opět povstat. Porážka Saurona ve válce posledního spojenectví bývá považována za přelom druhého a třetího věku.

## Adaptace
Finální část války posledního spojenectví se objevuje v úvodní scéně filmu Pán prstenů: Společenstvo prstenu režiséra Petera Jacksona. Snímek zobrazuje bitvu nedaleko Hory osudu, v níž je Sauronem usmrcen král Elendil. Boje se skřety se účastní také Elrond, avšak Temného pána přemůže teprve Elendilův syn Isildur, kterému se podaří Sauronovi utnout Vládnoucí prsten z ruky. 